# Guguyimidjir
Guugu Yimithirr, também chamada Guugu Yimidhirr, Guguyimidjir, e muitas outras grafias, é uma  Língua aborígine australiana, a língua tradicional do povo Guugu Yimithirr do extremo norte dee Queensland, Austrália. Pertence à família das línguas pama-nyungan.  Atualmente, a maioria dos falantes vive na comunidade de Hopevale, a cerca de 46 km de distância de Cooktown. Guugu Yimithirr é uma das línguas aborígines australianas mais famosas porque é o língua de origem da palavra "canguru."

## Nome
A palavra  guugu  significa "fala, linguagem", enquanto  yimithirr  (ou  yumuthirr ) significa  yimi  - tendo,  yimi  sendo a palavra para "isso". O uso da palavra  yi (mi) , em vez de outra palavra para "isso", foi visto como uma característica distintiva de Guugu Yimithirr. O elemento guugu e a prática de nomear com base em algumas palavras distintas são encontradas em muitas outras línguas.
O nome tem muitas variantes de ortografia, incluindo Gogo-Yimidjir, Gugu-Yimidhirr, Gugu Yimithirr, Guugu Yimidhirr, Guguyimidjir (usada por Ethnologue), Gugu Yimijir, Kukuyimidir, Koko Imudji, Koko Yimidir, Kuku Jimidir, Kuku Yimithirr e Kuku Yimidhirr.

## Geografia
O território original da tribo Guugu Yimithirr se estendia para o norte até a foz do rio Jeannie, onde era delimitado por falantes da língua guugu Nyiguudji; para o sul, até o rio Annan, onde foi delimitada por falantes da língua Guugu Yalandji; a oeste, era delimitada por falantes de um língua chamada língua guugu warra (literalmente "conversa fiada") ou língua lama-lama. A cidade moderna de Cooktown está localizada no território de Guugu Yimithirr.
No início do século XXI, no entanto, a maioria dos falantes de Guugu Yimithirr vive na missão em Hopevale.

### Dialetos
Guugu Yimithirr consistia originalmente em vários dialetos, embora até os nomes da maioria tenham sido esquecidos. Hoje, dois dialetos principais são distinguidos: o dialeto costeiro, chamado  dhalundhirr  "com o mar", e o dialeto interior, chamado  waguurrga  "do lado de fora". Missionários usavam o dialeto costeiro para traduzir hinos e Histórias Bíblicas, de modo que algumas de suas palavras agora têm associações religiosas às quais faltam os equivalentes do interior. Houve também um dialeto "Ngegudi" ou "Gugu Nyiguudyi".

## História

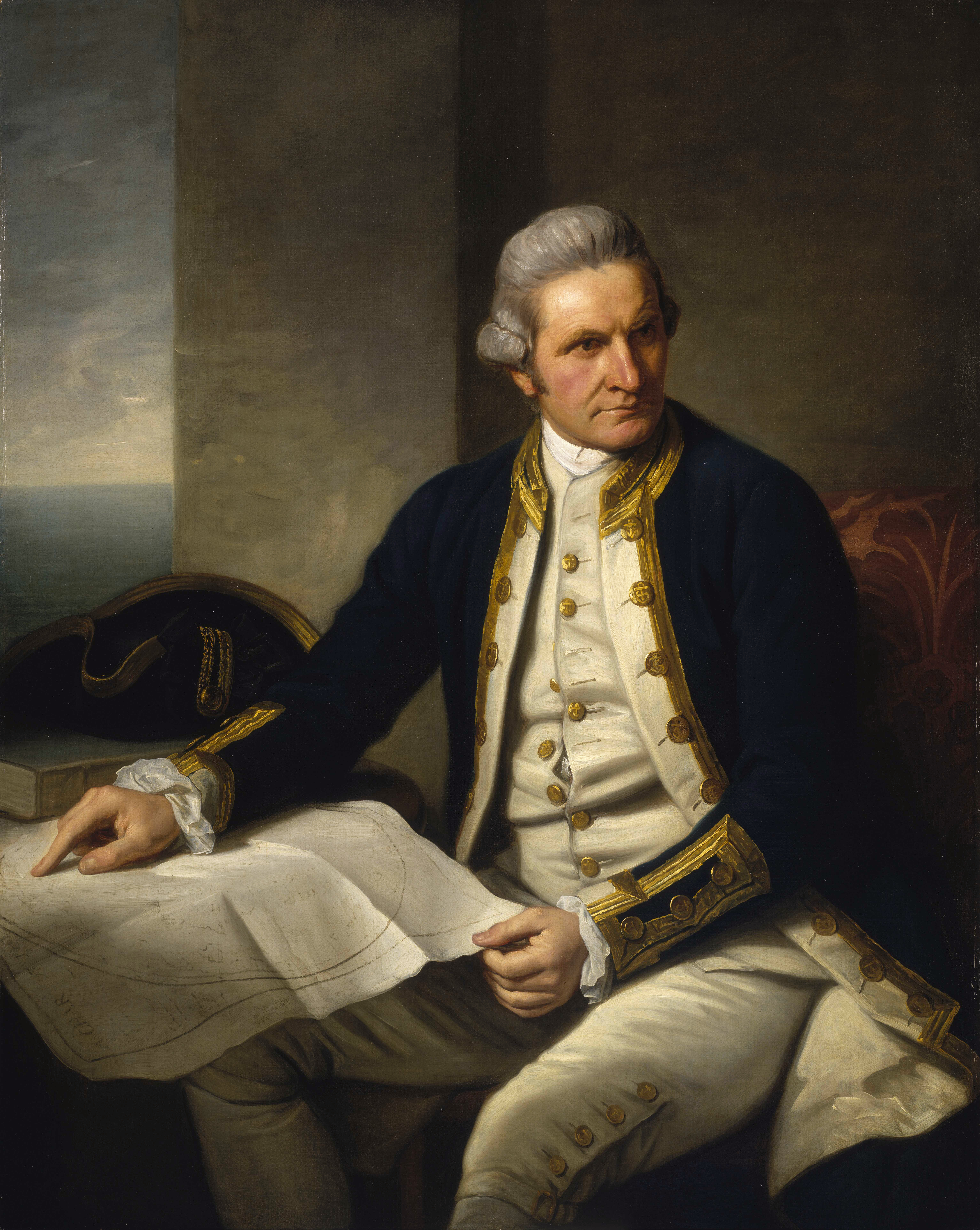
Capitão James Cook

Em 1770, Guugu Yimithirr se tornou a primeira língua aborígine australiana a ser escrita quando o Tenente Capitão James Cook e sua tripulação gravaram palavras enquanto seu navio, o HM Bark Endeavour  Endeavour estava sendo reparado depois de ter encalhado em um cardume da Grande Barreira de Corais. Joseph Banks descreveu a língua ' totalmente diferente da dos ilhéus; soava mais como o inglês em seu grau de dureza, embora não pudesse ser considerado tão dura.
Entre as palavras registradas estavam  kangooroo  ou  kanguru :  / ɡaŋuru /), significando um canguru grande preto ou cinza, que se tornaria o termo geral em inglês para todos os cangurus e "dhigul" (transcrito por Banks como "Je-Quoll"), o nome do daysurus.
Sydney Parkinson, que acompanhou Cook, fex uma lista útil de palavras em seu diário que foi publicado postumamente.
O Guguyimidjir conta com uma gramática, um dicionário e alguns livros da bíblia publicados.

## Fonologia

### Vogais
|         | Anterior | Posterior |
| ------- | -------- | --------- |
| Fechada | i iː     | u uː      |
| Aberta  | a aː     | a aː      |

O /u/ pode ser percebido como a Não Arredondada [ɯ]. O /a/ pode ser reduzido para [ə].

### Consoantes
|                | Periférica | Periférica | Laminal | Laminal  | Apical     | Apical |
| Bilabial       | Velar      | Palatal    | Dental  | Alveolar | Retroflexa |        |
| -------------- | ---------- | ---------- | ------- | -------- | ---------- | ------ |
| Oclusiva       | b          | ɡ          | ɟ       | d̪        | d          | ɖ      |
| Nasal Oclusiva | m          | ŋ          | ɲ       | n̪        | n          | ɳ      |
| Lateral        |            |            |         |          | l          |        |
| Rótica         |            |            |         |          | r          | ɻ      |
| Semivogal      | w          | w          | j       |          |            |        |

As oclusivas são geralmente surdas e não aspiradas no início de palavre e depois do vogais curtas. São duplicadas após Consoantes e vogais longas

As retroflexas  [ɖ ɳ] podem não ser fonemas únicos, mas clusters de  / ɻd ɻn /. No entanto, há pelo menos uma palavra que, para falantes mais antigos, é pronunciada com um retroflexa inicial: "run", que é  [ɖudaː] ou  [ɖuɖaː].
O  / r / rótico é normalmente uma vibrante [ɾ], mas pode ser um trinado em fala enfática.

### Fonotáticas
Todas as palavras, com exceção de algumas interjeições, começam com uma consoante. A consoante pode ser uma oclusiva, nasal ou semivogal (ou seja,  / l r ɻ / não ocorre inicialmente).
As palavras podem terminar em vogal ou consoante. As consoantes permitidas para final de palavra são  / lr ɻ j n n̪ /.
Em palavras, qualquer consoante pode ocorrer, bem como clusters de até três consoantes, que não podem ocorrer inicialmente nem finalmente.

## Gramática
Como muitas línguas australianas, os pronomes Guugu Yimithirr têm morfologia nominativa-acusativa enquanto os substantivos a têm ergativa]. Ou seja, o sujeito de um verbo intransitivo tem a mesma forma que o assunto de um verbo transitivo se o sujeito um pronome, mas a mesma forma que o objeto de um verbo transitivo, caso contrário.
Independentemente do uso de substantivos ou pronomes, a ordem usual das frases é Sujeito-Objeto-Verbo (SOV), embora outras ordens de palavras sejam possíveis.
O língua é notável pelo uso de puras direções (norte, sul, leste, oeste) em vez das tradicionais (esquerda, direita, frente e trás)), embora essa “pureza” seja discutível.

## Bbibliografia
- Banks, Joseph (1962).  J. C. Beaglehole, ed. The Endeavour journal of Joseph Banks, 1768-1771. [S.l.: s.n.]
- Breen, Gavan (1970). «A re-examination of Cook's Gogo-Yimidjir word list». Oceania. 41 (1): 28–38
- Cook, James (1955). The Journals of Captain James Cook. Cambridge: Cambridge University Press. ISBN 0-665-35756-7
- Dixon, R. M. W. (2002). Australian Languages: Their Nature and Development. Cambridge: Cambridge University Press. ISBN 0-521-47378-0
- Haviland, John B. (1974). «A last look at Cook's Guugu-Yimidhirr wordlist». Oceania. 44 (3): 216–232
- Haviland, John B. (1979). «Guugu Yimidhirr Sketch Grammar». In:  R. M. W. Dixon and B. Blake. Handbook of Australian Languages Vol I. [S.l.: s.n.] pp. 26–180
- Haviland, John B. (1985). «The life history of a speech community: Guugu Yimidhirr at Hopevale». Aboriginal History. 8 (7): 170–204
- Richard Phillips; Sidney H. Ray (1898). «Vocabulary of Australian Aborigines in the neighbourhood of Cooktown, North Queensland». Royal Anthropological Institute of Great Britain and Ireland. The Journal of the Anthropological Institute of Great Britain and Ireland. 27: 144–147. JSTOR 2842861. doi:10.2307/2842861
- Roth, Walter E. (1901). The structure of the Koko-Yimidir language. Brisbane: Government Printer
- Schwarz, G. H. (1946). Order of service and hymns. Brisbane: Watson, Ferguson
- de Zwaan, Jan Daniel (1969). A preliminary analysis of Gogo-Yimidjir. Canberra: Australian Institute of Aboriginal Studies
- de Zwaan, Jan Daniel (1969). «Two studies in Gogo-Yimidjir». Oceania. 39 (3): 198–217